# Vittjärnen (Säfsnäs socken, Dalarna)
Vittjärnen är en sjö i Ludvika kommun i Dalarna och ingår i Göta älvs huvudavrinningsområde.